# Tanyproctus beludschistanus
Tanyproctus beludschistanus är en skalbaggsart som beskrevs av Rudolph Petrovitz 1968. Tanyproctus beludschistanus ingår i släktet Tanyproctus och familjen Melolonthidae. Inga underarter finns listade i Catalogue of Life.